# Trebbiano
Il Trebbiano è una famiglia di vitigni a bacca bianca. È conosciuto in Francia come Ugni blanc.
Tra i più diffusi in Italia e Francia, sono presenti nell'uvaggio di numerosi vini DOC, sia bianchi sia rossi. 
I vitigni Trebbiano prendono il nome dalla zona di provenienza o dall'areale di maggiore diffusione; sono autorizzati in Italia il Trebbiano abruzzese, il Trebbiano di Soave, il Trebbiano modenese, il Trebbiano romagnolo, il Trebbiano spoletino, il Trebbiano toscano e il Trebbiano giallo. I Trebbiani partecipano a più di 130 uvaggi di vini a DOC.
La sua vasta diffusione è dovuta alla capacità di adattarsi alle più diverse tipologie di terreno e di condizioni climatiche, alla grande produttività e alle caratteristiche del vino che ne deriva, generalmente gradevole e corretto e facilmente commerciabile. Infatti è sufficientemente neutro per essere impiegato in unione con altri vini dalla personalità più spiccata, senza sopraffarli anche se utilizzato in elevate percentuali.

## Galleria d'immagini

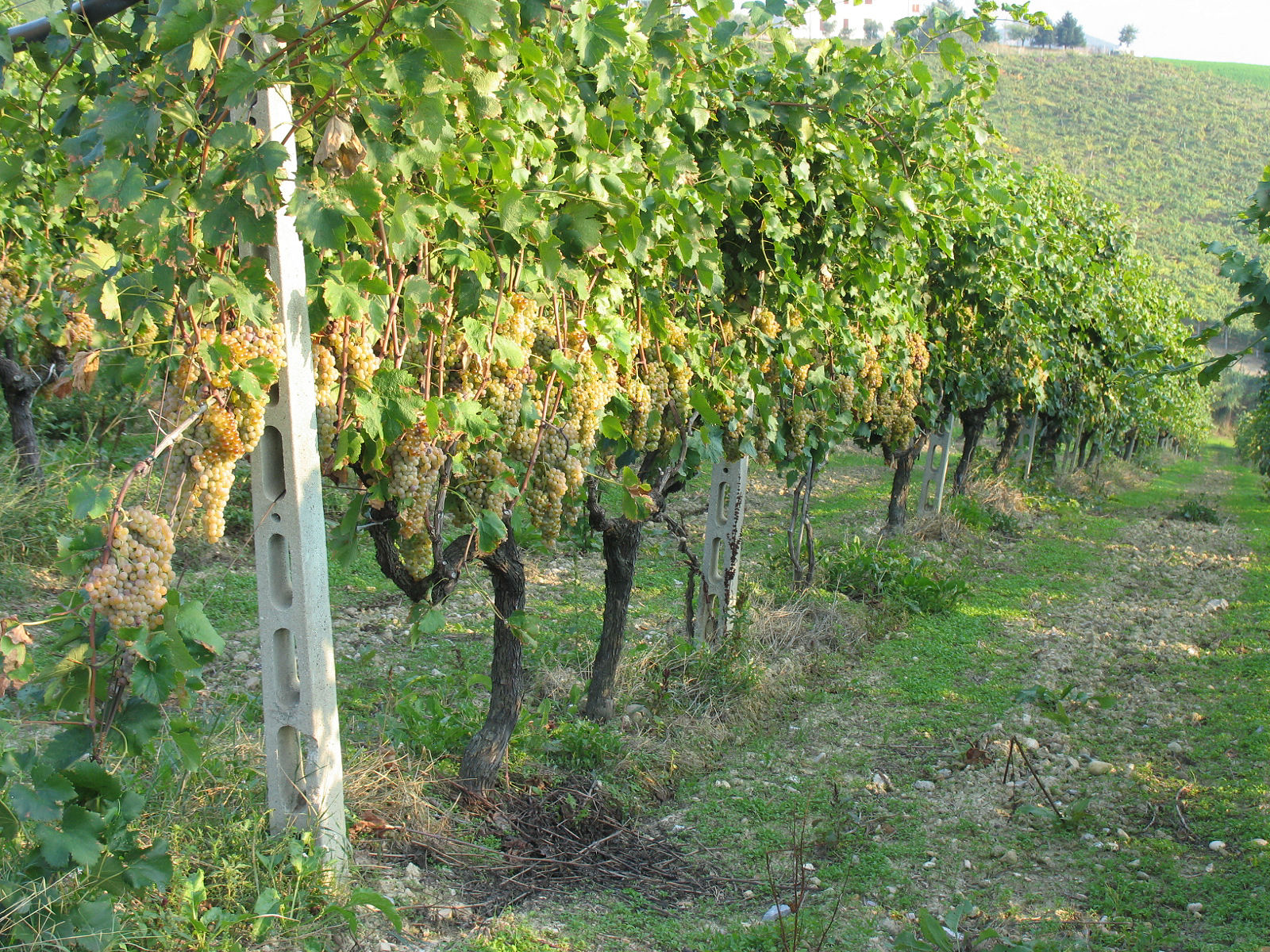
Filare di Trebbiano
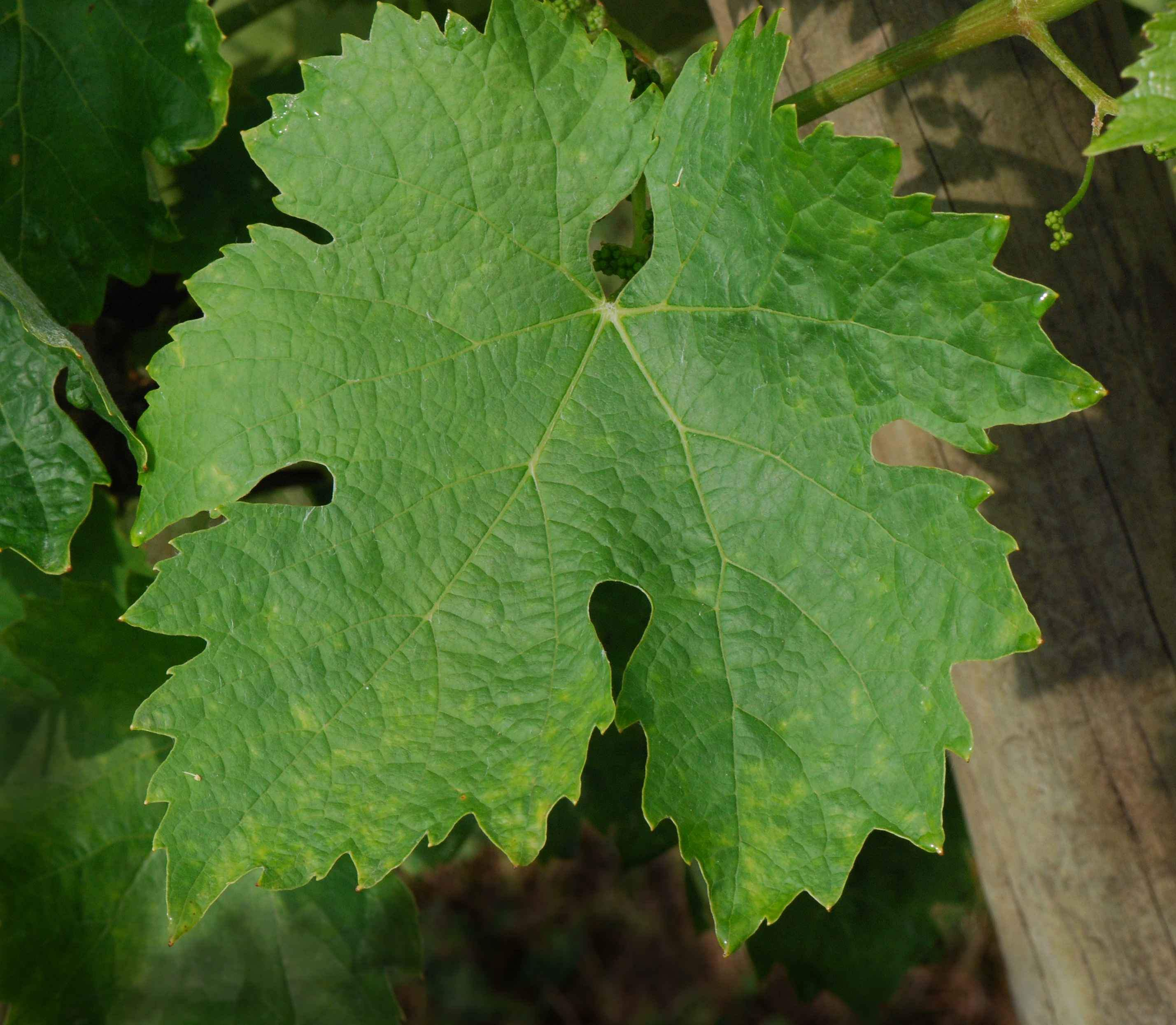
Foglia
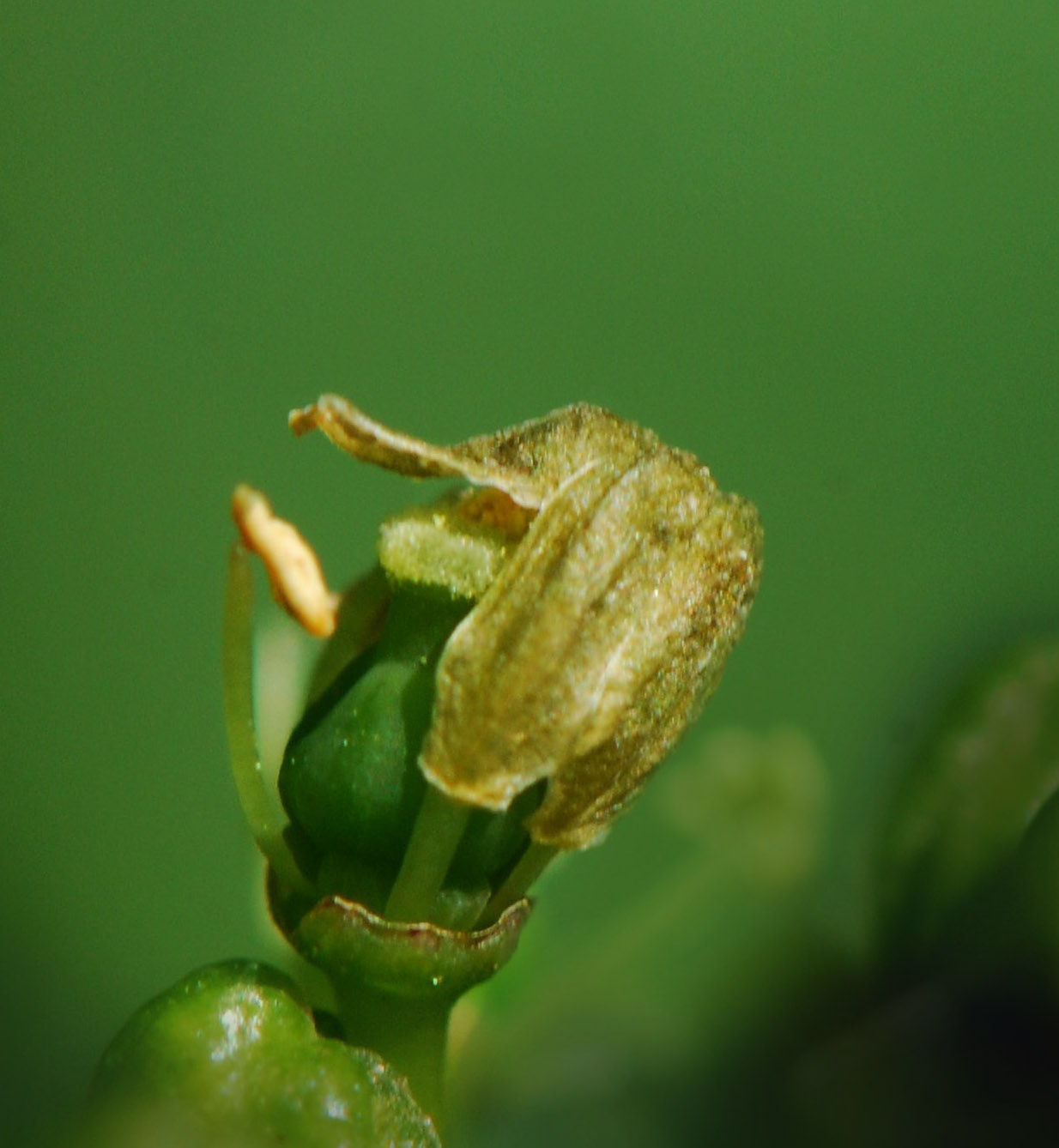
Fioritura
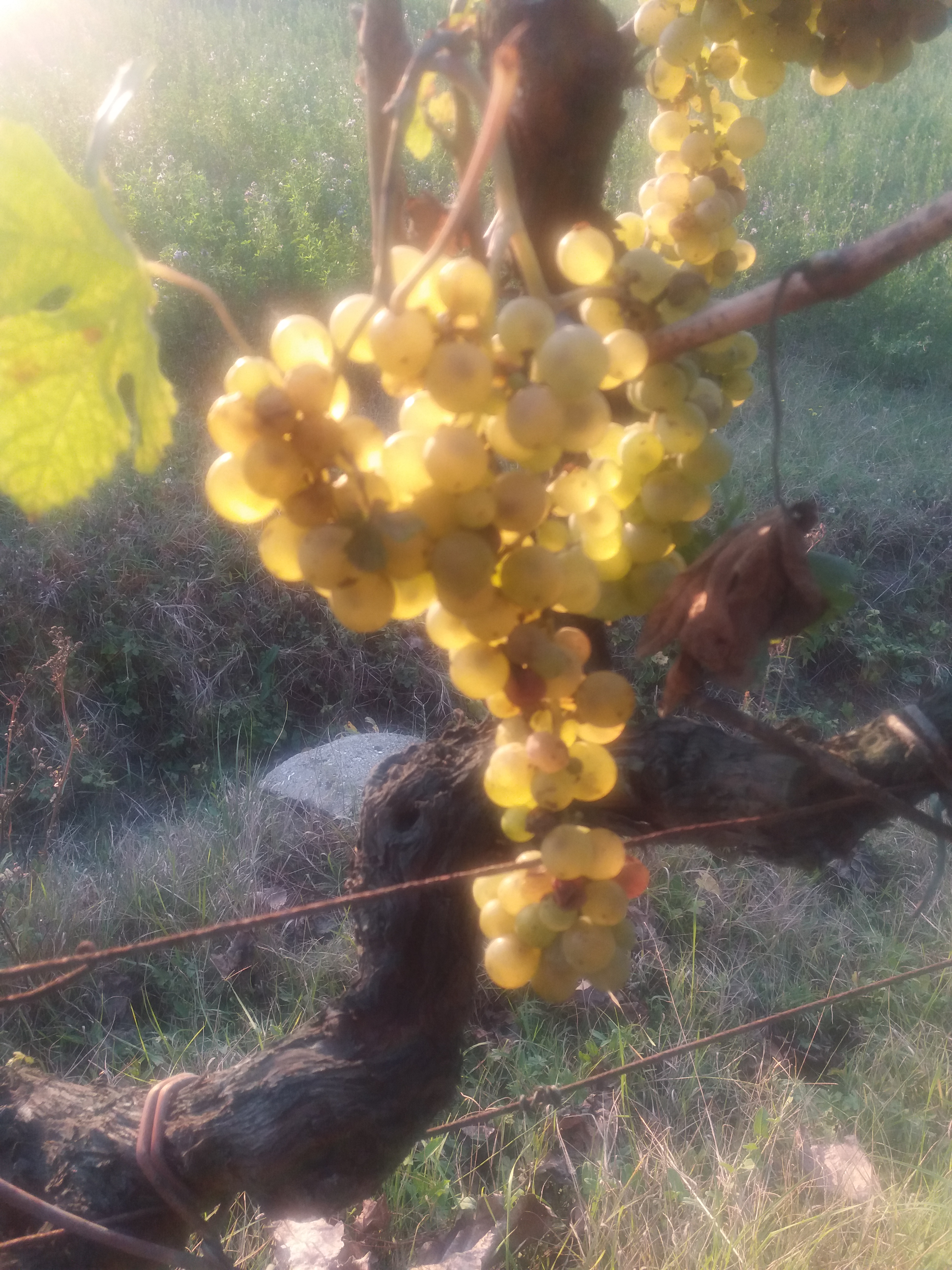
Grappolo di trebbiano toscano